# قزل-آی
قزل-آی (به لاتین: Kyzyl-Ay) یک منطقهٔ مسکونی در قرقیزستان است که در شهرستان بازارقرغون واقع شده‌است. قزل-آی ۵٬۸۴۶ نفر جمعیت دارد.